# Péret-Bel-Air
Péret-Bel-Air este o comună în departamentul Corrèze din centrul Franței. În 2009 avea o populație de 107 de locuitori.

## Evoluția populației
| An        | 1975 | 1982 | 1990 | 1999 | 2006 | 2009 |
| --------- | ---- | ---- | ---- | ---- | ---- | ---- |
| Populație | 108  | 84   | 76   | 87   | 96   | 107  |